# 甘井子区
甘井子区是辽宁省大连市下辖的一个市辖区。位于大连市区西部和西北部以及近郊区。辖区内有大连周水子国际机场和大连市体育中心。旅游业以海水浴场为主。區人民政府駐辛寨子街道。

## 行政区划
甘井子区下辖15个街道办事处、1个类似乡级单位：
周水子街道、椒金山街道、甘井子街道、南关岭街道、泡崖街道、中华路街道、机场街道、辛寨子街道、红旗街道、凌水街道、大连湾街道、泉水街道、革镇堡街道、营城子街道、七贤岭街道和大连华侨果树农场。

## 人口
根据(辽宁省)大连市第七次全国人口普查公报显示：甘井子区常住人口为1534722人，男性人口占比50.01%，女性人口占比49.99%，年龄结构中0-14岁占比13%，15-59岁占比65.54%，60岁以上占比21.47%，65岁以上占比14.01%。